# Брати Усо
Брати Усо (англ. The Usos, нар. 22 серпня 1985) — американські реслери самоанського походження. Наразі виступають в WWE. Брати встигли побувати чемпіонами командних змагань WWE 8 разів (три від RAW й п'ять від SmackDown) і командними чемпіонами FCW.
Джиммі (справжнє ім'я Джонатан Солофа Фату) і Джей (справжнє ім'я Джошуа Семюел Фату) — брати-близнюки, сини відомого реслера Рікіші і племінники нині покійного реслера Умаги а також частина відомої сім'ї реслерів Аноай. Також брати мають родинні зв'язки з такими реслерами WWE як Роман Рейнс і Дуейн Джонсон.

## Кар'єра в реслінгу

### Florida Championship Wrestling
Свою кар'єру реслерів-професіоналів брати почали на підготовчому майданчику майбутніх зірок WWE — FCW. Як професіонали брати дебютували 14 січня перемігши братів Ротундо (Дюк і Бо). Згодом брати Ротундо об'єдналися з Весом Бріско для того щоб у матчі-реванші перемогти братів Усо і Донні Марлоу. Усо продовжили співпрацб з Донні Марлоу до 25 лютого, коли він супроводжував братів на ринг перед матчем з Тайтусом О'Нілом і Біг І Ленгстоном. У березні до братів приєднався Шарон Снука. Того ж місяця брати перемогли команду Сини (Бретта ДіБіасі і Кертіса Акселя)і виграли титули командних чемпіонів FCW. Перший захист титулу пройшов 18 березня коли вони перемогли команду Трента Баретти і Кайлена Крофта — Dudebusters. В червні того ж року брати програли свої титули Уніко і Дос Екиісу.

### World Wrestling Entertainment
Брати дебютували в WWE з нападу на тодішніх командних чемпіонів світу Династію Харт (Тайсон Кідд, Девід Харт Сміт і Наталія). На наступному випуску RAW Генеральний менеджер арени Брет Харт заявив що брати отримують контракт з компанією. Згодом на арені Суперзірок брати перемогли команду Голдаста і Марка Генрі. Усо і їх менеджер Таміна Снука продовжували напади на Династію харт. Згодом, у змішаному командному поєдинку за участю шести чоловік на Fatal 4-Way Харти зуміли помститися Усо, перемігши їх у цьому змаганні.
Внаслідок Драфту 2011 року братів відправили на арену SmackDown!. Саме тоді брати змінили тактику — почали здійснювати кроки для завоювання любові публіки. Згодом на арені Суперзірок вони програли команді Джастіна Гебріела і Хіта Слейтера.
У 2014 році стали чемпіонами командних змагань.

## У реслінгу
- Фнішер
  - Twin Magic
- Прийоми які виконують в команді
  - Alley-Us[61] (Pop-up Samoan drop)
  - Electric chair lift into a top rope lariat
  - Assisted hotshot
  - Backbreaker hold / Diving elbow drop combination
  - Double back elbow followed by double elbow drop
  - Double headbutt drop
  - Double superkick
  - Triple superkick (with Дольфом Зіглером)
  - Irish whip
- Фінішери Джиммі Усо
  - Float-over DDT
  - Full nelson bomb
- Фінішери Джей Усо
  - Northern Lights suplex
  - Running forearm smash
- Менеджери
  - Таміна Снука
- Музичні теми
  - «Alga» від Джима Джонсона
  - «Never Make It Without You (Instrumental)» від Fifth Floor
  - «So Close Now» від Давіда Далласа

## Титули і нагороди
- Florida Championship Wrestling
  - FCW Florida Tag Team Championship (1 раз)
- WWE
  - Командне чемпіонство RAW (3 рази)
  - Командне чемпіонство SmackDown (5 разів)
  - Slammy Award (2 рази) - Команда Року (2014, 2015)
- Pro Wrestling Illustrated
  - PWI ставить Джиммі #25 з топ 500 найкращих реслерів у 2014 році.
  - PWI ставить Джей #26 з топ 500 найкращих реслерів у 2014 році.